# Entyposis montana
Entyposis montana är en skalbaggsart som beskrevs av Moser 1913. Entyposis montana ingår i släktet Entyposis och familjen Melolonthidae. Inga underarter finns listade i Catalogue of Life.